# زامفير أربوري
زامفير قسطنطين أربوري (زمفير رالي، المعروف أيضًا باسم زامفير أربوري، ورالي زمفير، وزمفيري رالي، وأيفازا، 14 نوفمبر 1848 -2 أبريل أو 3 أبريل 1933) ناشط سياسي روماني ولِد في بوكوفينيا ونشط في الأصل في الإمبراطورية الروسية، وعُرف أيضًا بعمله كمؤرخ هاوٍ، وجغرافي، وإثنوغرافي. ظهر أربوري لأول مرة في السياسة اليسارية منذ بداية حياته، واكتسب معرفة وثيقة بالبيئة الثورية الروسية، وشارك في كل من المؤامرات العدمية والنارودنكية. بعد نفيه إلى سويسرا، أصبح عضوًا في جمعية الشغيلة العالمية. نشط أربوري في الغالب باعتباره لاسلطويًا دوليًا وتلميذًا لميخائيل باكونين، لكنه في النهاية انفصل عن الأخير ليشكل مجموعته المستقلة، الجماعة الثورية. بعد ذلك أصبح قريبًا من الجغرافي اللاسلطوي إليزيه ريكلوس، الذي أصبح معلمه الجديد.
استقر أربوري في رومانيا بعد عام 1877، وبعد أن تخلى عن اللاسلطوية تمامًا، ألزم نفسه بقضية الاشتراكية الأكثر اعتدالًا. قادته حملته ضد الاستبداد الروسي إلى الدفاع عن قضية الحرية لمنطقة بيسارابيا، لارتباطها بتاريخ عائلته. نتج عن هذه الالتزامات دعم أربوري الخارجي للثورة الروسية عام 1905، عندما أسس هو وبيترو كازاكو صحيفة بيسارابيا السويسرية. حصل أربوري بحلول ذلك الوقت على أوراق اعتماد أكاديمية من خلال أعماله التفصيلية حول الجغرافيا البيسارابية، وباعتباره صحفي ثقافي، أقام علاقات مع النشطاء الاشتراكيين والليبراليين الوطنيين. عُرف أيضًا لصداقته مع الشاعر ميهاي إمينسكو في ثمانينيات القرن التاسع عشر، وعمل عن كثب مع الكاتب بوغدان بيتريتشيكو هاسديو خلال تسعينيات القرن التاسع عشر.
خلال الحرب العالمية الأولى، أثار زامفير أربوري الجدل عندما أيد تحالفًا رومانيًا مع القوى المركزية، وبرره في رأيه بالحاجة إلى تحرير بيسارابيا. على الرغم من ذلك، وعلى الرغم من ترحيبه العلني بالثورة البلشفية، فقد أعيد دمج أربوري في المشهد السياسي لرومانيا الكبرى، حيث خدم فترتين في مجلس الشيوخ. قبل وفاته في عام 1933، انجذب إلى السياسة الزراعية والتعاونية، وكان على التوالي عضوًا في حزب الفلاحين وحزب الشعب. توفي أربوري عن ابنتيه، وكلتاهما مشهورتان: إيكاترينا سياسية وطبيبة شيوعية، ونينا فنانة حديثة.

## النظريات السياسية والعلمية

### برنامج أربوري السياسي
على الرغم من الترقية الرسمية، واجه زامفير أربوري مشكلة خطيرة في دمج آرائه في المشهد السياسي لرومانيا في القرن العشرين. كتب الناقد والمؤرخ السياسي إيوان ستانومير أن أربوري، «العميل الذي يعجل بالثورة»، كان «أرستقراطيًا متحركًا بسبب كراهية الذات الدرامية». هدأت مُثُله النارودنيكية مع مرور الوقت: وفقًا للمؤرخ الأدبي ليونيد سيمورتان، فقد «هُزم أربوري تمامًا» في نشاطه النارودنيكي، وأدرك أنه كان «حلمًا بعيد المنال»، لكنه مع ذلك لم يكن قادرًا على «التحقق من رؤيته وتصحيحها». أفادت التقارير أن أربوري، الذي لم يسجل أبدًا عضويته في أي حزب أو فصيل اشتراكي روماني، كان في حيرة من أمره من معاداة السامية السائدة في بلده المحتضن، بما في ذلك بين الاشتراكيين والنقابيين الرومانيين.
ظهر انتقاله من اللاسلطوية إلى برنامج أكثر اعتدالًا من خلال معالجته لقضية بيسارابيا. في عام 1905، ربطت صحيفة بيسارابيا مطالب الإصلاح الاجتماعي بأهداف سياسية وثقافية، وأيدت الإصلاح الزراعي المخطط له وطالبت بالاستخدام الرسمي للرومانية «المولدوفية» في الجهاز الإداري والكنيسة الأرثوذكسية البيسارابية. أشارت مطالبتها بالحكم الذاتي حول «جمعية» موسعة إلى الوعود التي قطعت عند إنشاء محافظة بيسارابيا. لاحظ الباحث مارسيل ميتراشا أن البرنامج بأكمله كان أحد المظاهر الأولى «للقومية الرومانية البيسارابية»، وهو النموذج الأولي لأجندة تبناها لاحقًا الحزب الوطني المولدوفي. يقترح المحللان السياسيان ميهاي سيرنينكو وإيغور بوتشان أن العقيدة السياسية التي تدعمها بيسارابيا كانت في وقت واحد مثالًا مبكرًا على الليبرالية البيسارابية والانتماء الإقليمي للحزب الدستوري الديمقراطي، الذي تغلغلت فيه إلى حد ما مذاهب الديمقراطية الاجتماعية. والأهم من ذلك، فكر أربوري في إمكانية وجود بيسارابيا مستقلة، خالية مما اعتبره تجاوزات القومية الرومانية.
في تلك المرحلة من حياته، أعلن عن خيبة أمله من البيئة السياسية لرومانيا الكبرى وشرح عودته إلى الاشتراكية. قال في مقال نشرته مجلة فياتا باسارابيي ما يلي: «أينما نظرت حولي لا أرى سوى الانحدار. الكبار والصغار، المثقفون والأميون، يتصرفون جميعًا على قدم المساواة، ولا يسألون أنفسهم أين هم من التقدم العام للبشرية. لم أتمكن من الاندماج في المجتمع الروماني. لم يكن لدي أصدقاء وما زلت لا أملك أصدقاء في رومانيا». أثار موقفه، بما في ذلك الادعاءات بأن بيسارابيا كانت مستعمرة من قبل الرومانيين الجشعين من مقاطعات أخرى، غضب الصحفي القومي ألكسندرو «أيون غورون» هودوش، الذي كتب أن أربوري لم يعد مهتمًا بإخلاص للوحدة الوطنية، بل أظهر «الحاجة إلى كشف من يتنكر بالزي الروماني لقتل سكان بيسارابيا».
دمجت أبحاث أربوري الرئيسية حول تاريخ بيسارابيا والجغرافيا المحلية الأهداف العلمية والسياسية. يُزعم أنها مستوحاة من الاهتمامات المماثلة لإليزيه ريكلوس، مؤلف أول معجم جغرافي فعلي على الإطلاق وهو القاموس الجغرافي لبيسارابيا. سعى أربوري في عمليه عن بيسارابيا إلى تقديم وصف مفصل للجغرافيا الاقتصادية والاجتماعية. جرد بوضوح القرى التي استقر فيها الفلاحون الأحرار في الأصل (رازيش)، وهو ما يمثل 151 من هذه المناطق في وسط بيسارابيا، و4 في بودجاك.
عمومًا، كان للجانب المسيس من مساهمته أيضًا دلالات سلبية. وفقًا للناقد الأدبي بوغدان كريتو (الذي بنى على استنتاجات المؤرخ الأدبي ليونتي إيفانوف)، كان أربوري مسؤولًا أيضًا عن نشر صورة نمطية للإمبراطورية الروسية وسكانها. قبل عام 1914، قدم أربوري ادعاءات اتهامية حول الترويس وتوسع الكنيسة الأرثوذكسية الروسية في بيسارابيا: حيث وصف المجمع الروسي كمؤسسة هرطقية وغير أرثوذكسية، وجادل بأن مسؤولي الكنيسة أحرقوا الكتب الرومانية للتدفئة.

### ألمانوفيل ورهاب روسيا
شبه لوسيان بويا موقف أربوري في زمن الحرب، ولا سيما دعمه الحدسي للقوى المركزية، بموقف زميله البيسارابياني قسطنطين ستير، باستثناء أن أربوري كان أكثر راديكالية سياسية، ومعارضةً للاستبداد القيصري، أكثر من كونه قوميًا أو معاديًا للروس. لكن في وقت مبكر من عام 1912، توقع أربوري انتفاضة عامة ضد روسيا، تشمل أيضًا البولنديين والفنلنديين. في الحكم الذاتي أو الضم، ادعى أن «روسيا الملعونة» أرادت سرًا جذب رومانيا إلى حربها مع المقاطعات النمساوية المجرية التي يسكنها الرومانيون، وفي المقابل توسيع أراضيها جنوبًا، إلى دلتا الدانوب ودبروجة. لذلك رأى أربوري الاتحاد الترانسيلفاني كمشروع ميؤوس منه، وكان عزاءه للرومانيين، والترانسيلفانيين، وكذلك البوكوفينيين، في فيدرالية النمسا والمجر. في وقت لاحق، ادعى أن معتقداته حول قضية ترانسيلفانيا كانت مشابهة تمامًا للولاء المتشكك لهابسبورغ للسياسيين الترانسيلفانيين، من يوجين بروت، وإيوان سلافيتش إلى أوريل بوبوفيتشي.
أشارت المقالات التي ساهم بها في صحيفة سيرا بتعجب إلى اهتمام الفرانكوفيليين المؤيدين للحلفاء بإنقاذ فرنسا أكثر من اهتمامهم بمصير الرومانيين البيسارابيين. يجادل مارسيل ميتراشا بأن تحرير بيسارابيا واحدة من المظاهر القليلة المختارة للمشاعر الوطنية الرومانية للدعوة إلى تحرير بيسارابيا في ذروة التحريض في زمن الحرب، إلى جانب بيانات مماثلة من قبل ستير، وأكسينتي فرونزا، ودوميترو سي. موروزي وآخرين. توسعت النظرية السياسية لأربوري لاحقًا إلى بيان ألمانوفيل: زعم أربوري أن الخيار الوحيد لرومانيا هو التجمع مع «أعداء روسيا» على الجبهة الشرقية، حصر روسيا الأوروبية على الحدود «الإثنوغرافية» لموسكوفي القديمة؛ وحذر من أن البديل هو أن تضم (الموسكال) على المدى الطويل رومانيا وكل ما لديها من وحدوية. مرة أخرى، وصف الآفاق الرومانية «لتحرير بيسارابيا» بأنها مرتبطة ارتباطًا جوهريًا بالتحرر الذي ترعاه ألمانيا لكونغرس بولندا ودوقية فنلندا الكبرى وأوكرانيا. في مقال في أغسطس 1915 لسيرا، حيا أربوري الشعب الألماني باعتباره المقاتل الأكثر «استنارة»، الذي جمع «طاقة حيوية هائلة» واقترب من الظهور كمنتصر.